# Dacus rutilus
Dacus rutilus är en tvåvingeart som beskrevs av Munro 1948. Dacus rutilus ingår i släktet Dacus och familjen borrflugor.
Artens utbredningsområde är Kenya. Inga underarter finns listade i Catalogue of Life.